# Enrique Espinoza
Enrique Espinoza – piłkarz argentyński, pomocnik.
Jako gracz klubu Atlanta Buenos Aires wziął udział w turnieju Copa América 1945, gdzie Argentyna zdobyła tytuł mistrza Ameryki Południowej. Espinoza nie zagrał jednak w żadnym meczu.
W 1947 roku przeszedł do klubu Boca Juniors - zadebiutował w barwach Boca 31 sierpnia w zremisowanym 1:1 meczu z klubem Racing Club de Avellaneda. Rozegrał w Boca Juniors tylko 8 meczów (715 minut) - ostatni 19 października 1947 roku wygrany 3:1 z CA Platense. Był to jego wkład w zdobycie przez Boca Juniors tytułu wicemistrza Argentyny w tym sezonie.
Espinoza grał później w barwach klubów Chacarita Juniors i CA Huracán. Łącznie w lidze argentyńskiej rozegrał 207 meczów i zdobył 7 bramek.
W reprezentacji Argentyny Espinoza rozegrał łącznie 4 mecze.